# V469 Близнецов
V469 Близнецов (лат. V469 Geminorum) — двойная затменная переменная звезда типа W Большой Медведицы (EW) в созвездии Близнецов на расстоянии (вычисленном из значения параллакса) приблизительно 11 000 световых лет (около 3 373 парсек) от Солнца. Видимая звёздная величина звезды — от +17,34m до +16,67m. Орбитальный период — около 0,3349 суток (8,0379 часа).

## Характеристики
Первый компонент — жёлтая звезда спектрального класса G. Эффективная температура — около 5715 К.
Второй компонент — жёлтая звезда спектрального класса G.